# Hlinsko pod Hostýnem (przystanek kolejowy)
Hlinsko pod Hostýnem – przystanek kolejowy w Hlinsku pod Hostýnem, w kraju zlińskim, w Czechach. Znajduje się na wysokości 295 m n.p.m.
Na przystanku nie ma możliwości zakupu biletów, a obsługa podróżnych odbywa się w pociągu. 

## Linie kolejowe
- 303 Kojetín - Valašské Meziříčí